# Evann Guessand
Evann Ludovic Vidjannagni Guessand (Ajaccio, Córcega, 1 de julio de 2001) es un futbolista franco-marfileño. Juega de delantero y su equipo actual es el Aston Villa Football Club de la Premier League, máxima categoría del fútbol inglés.

## Trayectoria
El 8 de agosto de 2025 fue anunciado su fichaje por Aston Villa.

## Selección nacional
Es internacional con la selección absoluta de Costa de Marfil. Representó a la selección de fútbol de Francia en las categorías juveniles sub-16, sub-17, sub-18 y sub-19.
Debutó con los marfileños el 11 de junio de 2024, tuvo minutos contra Kenia en lo que fue un empate sin goles.

## Estadísticas

### Clubes
Actualizado al último partido citado el 17 de mayo de 2025.
| Club                         | Div.          | Temporada     | Liga  | Liga  | Liga   | Copas nacionales | Copas nacionales | Copas nacionales | Copas internacionales | Copas internacionales | Copas internacionales | Total | Total | Total  |
| Club                         | Div.          | Temporada     | Part. | Goles | Asist. | Part.            | Goles            | Asist.           | Part.                 | Goles                 | Asist.                | Part. | Goles | Asist. |
| ---------------------------- | ------------- | ------------- | ----- | ----- | ------ | ---------------- | ---------------- | ---------------- | --------------------- | --------------------- | --------------------- | ----- | ----- | ------ |
| O. G. C. Niza Francia        | 1.ª           | 2019-20       | 0     | 0     | 0      | 1                | 0                | 0                | —                     | —                     | —                     | 1     | 0     | 0      |
| O. G. C. Niza Francia        | 1.ª           | 2020-21       | 3     | 0     | 0      | -                | -                | -                | —                     | —                     | —                     | 3     | 0     | 0      |
| O. G. C. Niza Francia        | 1.ª           | 2021-22       | 20    | 1     | 3      | 5                | 0                | 0                | —                     | —                     | —                     | 25    | 1     | 3      |
| O. G. C. Niza Francia        | 1.ª           | 2023-24       | 34    | 6     | 2      | 4                | 1                | 0                | —                     | —                     | —                     | 38    | 7     | 2      |
| O. G. C. Niza Francia        | 1.ª           | 2024-25       | 33    | 12    | 9      | 2                | 0                | 1                | 7                     | 1                     | 0                     | 42    | 13    | 10     |
| O. G. C. Niza Francia        | Total club    | Total club    | 90    | 19    | 14     | 12               | 1                | 1                | 7                     | 1                     | 0                     | 109   | 21    | 15     |
| F. C. Lausana-Sport · Suiza  | 1.ª           | 2020-21       | 34    | 7     | 5      | 1                | 0                | 0                | —                     | —                     | —                     | 35    | 7     | 5      |
| F. C. Lausana-Sport · Suiza  | Total club    | Total club    | 34    | 7     | 5      | 1                | 0                | 0                | 0                     | 0                     | 0                     | 35    | 7     | 5      |
| F. C. Nantes Francia         | 1.ª           | 2022-23       | 30    | 3     | 2      | 6                | 1                | 0                | 8                     | 1                     | 0                     | 44    | 5     | 2      |
| F. C. Nantes Francia         | Total club    | Total club    | 30    | 3     | 2      | 6                | 1                | 0                | 8                     | 1                     | 0                     | 44    | 5     | 2      |
| Aston Villa F. C. Inglaterra | 1.ª           | 2025-26       | 0     | 0     | 0      | -                | -                | -                | -                     | -                     | -                     | 0     | 0     | 0      |
| Aston Villa F. C. Inglaterra | Total club    | Total club    | 0     | 0     | 0      | 0                | 0                | 0                | 0                     | 0                     | 0                     | 0     | 0     | 0      |
| Total carrera                | Total carrera | Total carrera | 154   | 29    | 21     | 19               | 2                | 1                | 15                    | 2                     | 0                     | 188   | 33    | 22     |
| 1. 2.                        |               |               |       |       |        |                  |                  |                  |                       |                       |                       |       |       |        |

### Selecciones
Actualizado al último partido citado el 11 de junio de 2025.
| Selección                | Temporada         | Continental | Continental | Continental | Mundial | Mundial | Mundial | Amistosos | Amistosos | Amistosos | Total | Total | Total  |
| Selección                | Temporada         | Part.       | Goles       | Asist.      | Part.   | Goles   | Asist.  | Part.     | Goles     | Asist.    | Part. | Goles | Asist. |
| ------------------------ | ----------------- | ----------- | ----------- | ----------- | ------- | ------- | ------- | --------- | --------- | --------- | ----- | ----- | ------ |
| Sub-16 Francia           | 2017              | —           | —           | —           | —       | —       | —       | 4         | 3         | 0         | 4     | 3     | 0      |
| Sub-16 Francia           | Total sel.        | 0           | 0           | 0           | 0       | 0       | 0       | 4         | 3         | 0         | 4     | 3     | 0      |
| Sub-17 Francia           | 2017-18           | 2           | 0           | 0           | —       | —       | —       | -         | -         | -         | 2     | 0     | 0      |
| Sub-17 Francia           | Total sel.        | 2           | 0           | 0           | 0       | 0       | 0       | 2         | 0         | 0         | 2     | 0     | 0      |
| Sub-18 Francia           | 2018              | —           | —           | —           | —       | —       | —       | 0         | 0         | 0         | 0     | 0     | 0      |
| Sub-18 Francia           | 2019              | —           | —           | —           | —       | —       | —       | 5         | 2         | 0         | 5     | 2     | 0      |
| Sub-18 Francia           | Total sel.        | 0           | 0           | 0           | 0       | 0       | 0       | 5         | 2         | 0         | 5     | 2     | 0      |
| Sub-19 Francia           | 2019-20           | 2           | 0           | 0           | —       | —       | —       | 2         | 0         | 0         | 4     | 0     | 0      |
| Sub-19 Francia           | Total sel.        | 2           | 0           | 0           | 0       | 0       | 0       | 2         | 0         | 0         | 4     | 0     | 0      |
| Absoluta Costa de Marfil | 2024              | 6           | 0           | 0           | —       | —       | —       | -         | -         | -         | 6     | 0     | 0      |
| Absoluta Costa de Marfil | 2025              | 2           | 1           | 0           | —       | —       | —       | 2         | 0         | 0         | 4     | 1     | 0      |
| Absoluta Costa de Marfil | Total sel.        | 8           | 1           | 0           | 0       | 0       | 0       | 2         | 0         | 0         | 10    | 1     | 0      |
| Total selecciones        | Total selecciones | 12          | 1           | 0           | 0       | 0       | 0       | 15        | 5         | 0         | 27    | 6     | 0      |
| 1.                       |                   |             |             |             |         |         |         |           |           |           |       |       |        |